# Мајкл Стоунбрејкер
Мајкл Ралф Стоунбрејкер (енгл. Michael Ralph Stonebraker; Њуберипорт, 11. октобар 1943) је амерички научник из области рачунарства који је 2014. године добио Тјурингову награду.